# Sverre Nordby
Sverre Nordby (Mjøndalen, 18 de setembro de 1913 - 4 de dezembro de 1978) foi um futebolista norueguês.

## Carreira
Sverre Nordby fez parte do elenco da Seleção Norueguesa de Futebol, na Copa do Mundo de 1938.

## Ligações Externas
- Perfil em Fifa.com (em inglês)